# Metrópole colonial
Metrópole colonial é o termo usado para se referir à potência europeia que controlava e explorava uma ou mais colônias na América, África ou Ásia. A relação entre a metrópole e a colônia era baseada no pacto colonial, um conjunto de leis e normas que garantiam o monopólio comercial e político da metrópole sobre a colônia. A metrópole impedia a colônia de produzir manufaturas, de comerciar com outros países e de desenvolver um mercado interno. A colônia fornecia matérias-primas baratas e consumia produtos caros da metrópole. Essa relação era sustentada pelo mercantilismo, uma doutrina econômica que visava acumular metais preciosos, proteger o mercado nacional e obter uma balança comercial favorável. No caso do Brasil, a metrópole colonial foi Portugal, que explorou o pau-brasil, o açúcar, o ouro e outros recursos naturais do território brasileiro. Portugal também impôs sua cultura, sua religião e sua administração sobre os povos indígenas e africanos que viviam ou foram trazidos para o Brasil.

## Impacto e economia
A metrópole detinha controle absoluto sobre a colônia, exercendo-o por meio de normas e leis que se estendiam às esferas política, social, ideológica, cultural e, principalmente, à esfera econômica. Era da metrópole, portanto, o monopólio de toda a produção econômica da colônia.
O Pacto Colonial, ou Exclusivo Comercial Metropolitano, era um sistema de leis e normas que as metrópoles impunham às suas colônias durante o período colonial. As metrópoles eram os países que se beneficiavam dos produtos e da atividade econômica de seus territórios coloniais.
As relações econômicas pautavam-se por trocas comerciais, que eram sempre favoráveis aos interesses portugueses. Assim, a metrópole comprava matérias-primas da colônia por valores baixos e fornecia-lhe produtos manufaturados por preços elevados. Esse tipo de critério aplicava-se a todas as metrópoles europeias e a suas colônias.

## Atividades econômicas das colônias portuguesas
As principais atividades econômicas das colônias portuguesas eram a pecuária, o tabaco e a lavoura de subsistência como mandioca e hortaliças. A pecuária era utilizada como força motriz (força usada na moenda), transporte e alimentação. O tabaco era utilizado para realizar o escambo, isto é, ser trocado por escravizados, que também eram responsáveis pela produção. A lavoura de subsistência tinha mão de obra livre e produzia alimentos da colônia como mandioca e hortaliças.
Além disso, outras atividades econômicas contribuíram para o funcionamento das colônias e a produção do açúcar. Eram, sobretudo, um meio de abastecimento do mercado interno.